# Fugu (Yulin)
Fugu (en chino, 府谷; pinyin, Fǔgǔ, léase Fu-Ku) es un condado  bajo la administración directa de la Prefectura Yulin en la Provincia de Shaanxi, República Popular China.  Su área es de 320 km² y su población total para 2010 superó los 260 mil habitantes.

## Administración
Desde julio de 2020, el  Condado Fugu se divide en 14 pueblos administrados en poblados.